# 百瀬伸夫
百瀬 伸夫（ももせ のぶお、1933年11月4日 - 2020年10月21日）は、岸・アンド・アソシエーツ代表取締役会長。東京都出身。

## 経歴
早稲田大学政治経済学部卒業後、オクラホマ大学大学院修了。ハーバードビジネススクールITPプログラム、IMDにてマーケティング・経営を学ぶ。その後、電通に入社し営業・国際部門を担当。電通USA、電通ヨーロッパ会長など海外の日本法人の経営及びビーコンコミュニケーションズのJV企業経営を含め、15年以上にわたりゼネラルマネージメントを経験。2001年1月にビーコン・コミュニケーションズ設立により代表取締役会長に就任。2003年に経営コンサルティング会社・岸・アンド・アソシエーツに移籍し同社の代表取締役会長に就任。更に27年間にわたり上智大学および同大学院新聞学科で広告講座の講師を務めた。IMD、ハーバードビジネススクール、エモリー大学ゴイゼッタビジネススクール、アジアンソサイエティ、日本経済新聞などで特別ゲストとして講演。
著書に『良い広告とは何か』（ファーストプレス、2009）がある。
2020年10月21日午後2時46分、心筋梗塞のため東京都港区の病院で死去（享年86歳）。